# Pazura (nazwisko)
Pazura – polskie nazwisko. Na początku lat 90. XX wieku ogółem w Polsce mieszkało około 400 osób o tym nazwisku.
Osoby noszące to nazwisko:
- Cezary Pazura (ur. 1962) – aktor
- Dorota Chotecka-Pazura właśc. Dorota Chotecka – aktorka
- Radosław Pazura (ur. 1969) – aktor
- Ryszard Pazura (ur. 1942) – urzędnik państwowy i menedżer
- Weronika Marczuk-Pazura (ur. 1971) – aktorka